# آنگنا
آنگنا (به لاتین: Aangna) در نپال با جمعیت ۳٬۱۹۲ نفر است که در mechi zone واقع شده‌است.